# Audi
Audi é uma empresa automobilística alemã de veículos de luxo, parte do Grupo Volkswagen. A empresa controla a Bentley, Ducati e Lamborghini, sendo consideradas marcas de luxo do Grupo Audi.

## História
August Horch iniciou no final do século XIX o projeto para a construção de automóveis dando, assim, origem à fundação da marca Horch, na Primavera de 1899, em Zwickau, perto da cidade de Chemnitz. A um ritmo quase alucinante para a época, a Horch produziu cinco modelos diferentes, até 1909. Nesse ano, Horch, devido a divergências com os diretores, decidiu abandonar o projeto.

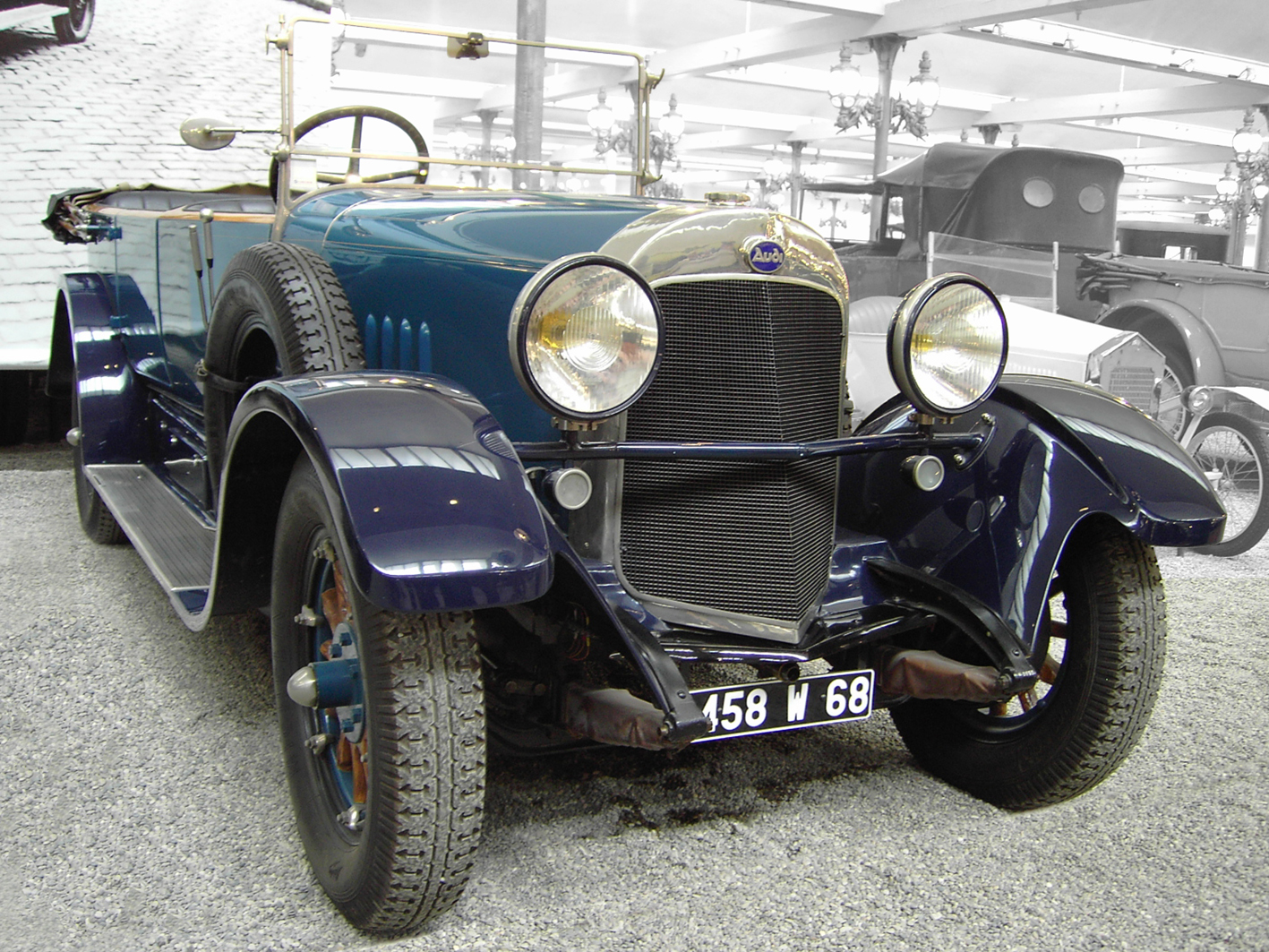
Audi Type E (1923)

Como Horch perdeu os direitos do nome da empresa então criada, teve que renomeá-la, mas com outra designação. Horch contornou com elegância o problema, adotando como nova marca o seu próprio nome, mas traduzido em latim: Audi.

## Logotipo
As quatro argolas unidas representam as marcas alemãs que formaram a Auto Union, fundada em 1928, quando Jørgen Rasmussen, dono da DKW (Dampf-Kraft-Wagen), comprou grande parte das ações da empresa. Naquele mesmo ano, Rasmussen comprou a falida empresa americana Rickenbacker, a qual produzira modelos com blocos V8, os quais seriam utilizados nas próximas geração da Audi, com os modelos Zwickau e Dresden, lançados em 1929. As quatro argolas surgem quando, em 1932, a Auto Union adquire mais duas empresas: A Wanderer e, curiosamente, a Horch, nascendo o símbolo das Quatro Argolas, originário da fusão entre as quatro empresas de automóvel. Com o fim da II Guerra, houve a separação alemã: nasciam a Alemanha Oriental e a Alemanha Ocidental - respectivamente, Comunista e Capitalista. Portanto, havia duas Auto Unions: a primeira tornou-se uma "Empresa do Povo", uma VEB (Volkseigener Betrieb), onde, concernente ao Comunismo, a empresa passou a ser do povo, cuidada pelo Estado. Curiosamente, a planta da Audi ficava "atrás da cortina de ferro", em Zwickau. Já a segunda continuou apenas com os modelos DKW, pois a Alemanha sofrera muito com a guerra, e o alemão não poderia comprar nada além de um carro barato. Extinguiam-se, então, a Audi e a Horch, enquanto a Wanderer se dedicou a fabricar outros produtos, como geladeiras.

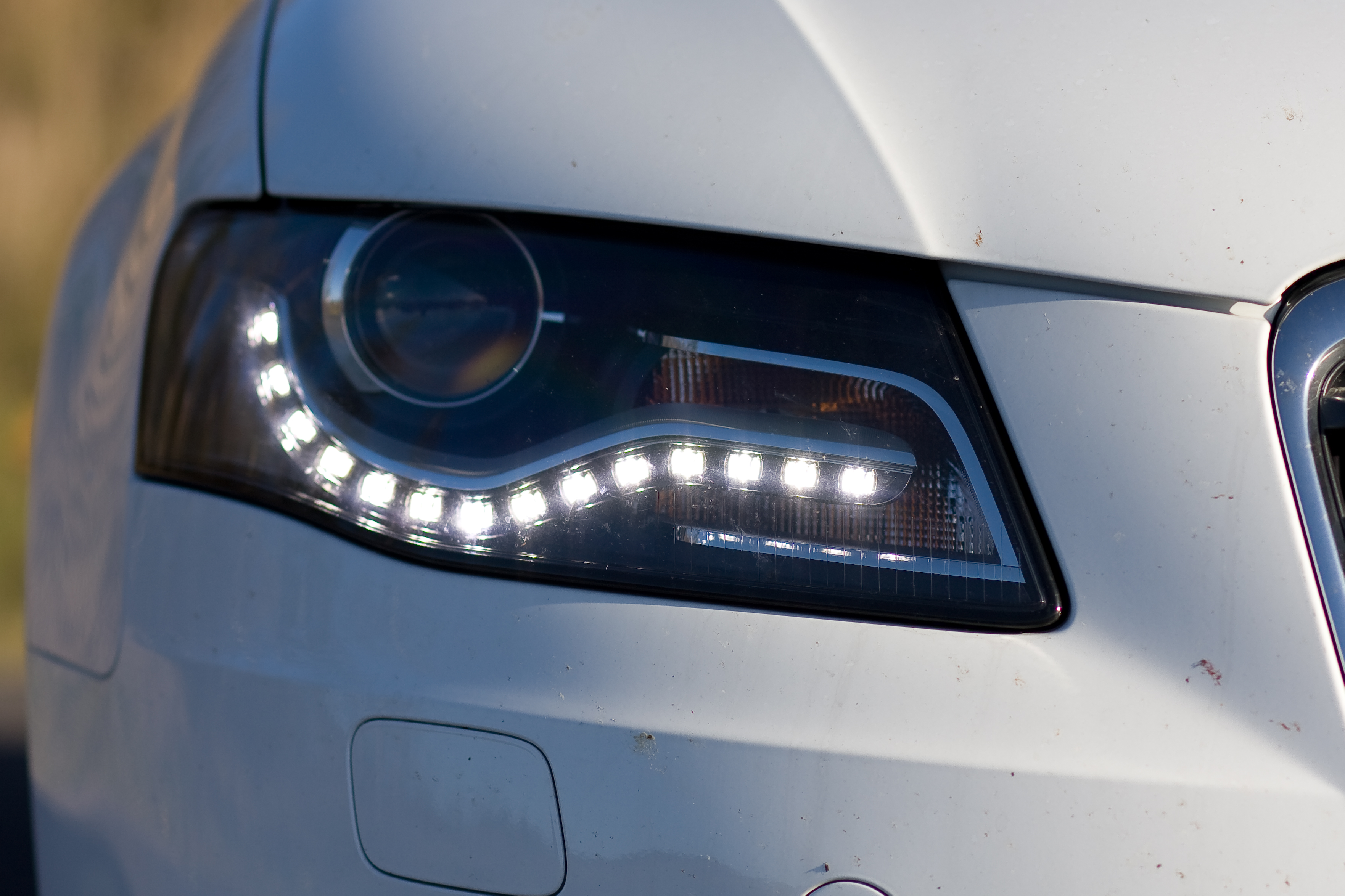
Luzes diurnas implementadas com tecnologia LED (Audi A4-B8 2007)

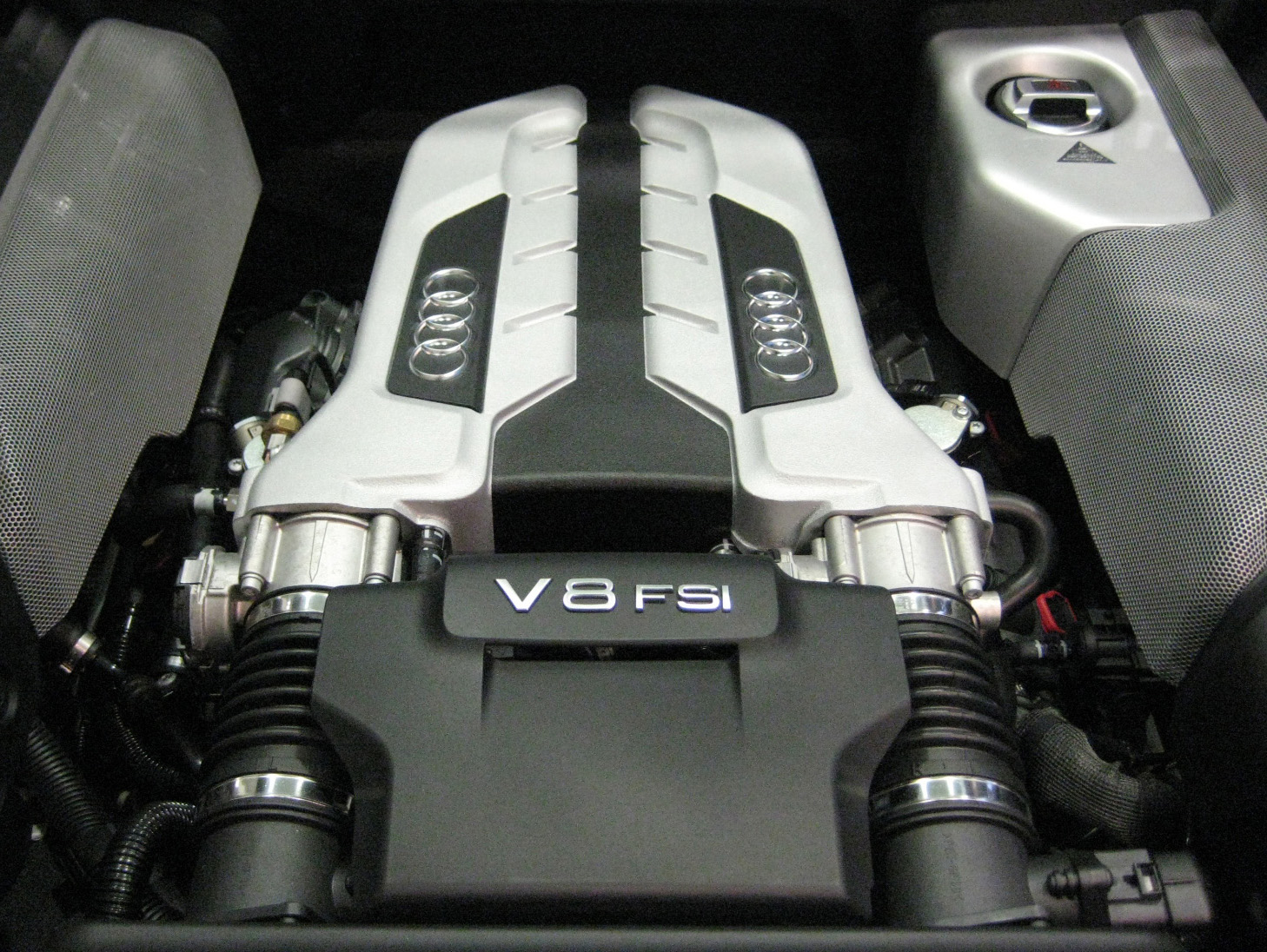
Motor Audi 4.2L V8 DOHC FSI no Audi R8 2007

A Auto Union, então, produzia apenas 2 marcas: a DKW (lado ocidental) e a IFA (lado oriental), produzindo modelos com motor de 2 cilindros e 2 tempos. Os modelos da IFA (F9 e F8) eram exatamente os mesmos que os DKW ocidentais. Durante o nazismo, a empresa usou trabalho escravo de até 3700 pessoas em campos de concentração.
Até 1964, a DKW estava sob a propriedade da Daimler-Benz, quando a Volkswagen a adquire em definitivo. Era quando havia um novo projeto de motor de quatro cilindros e quatro tempos para o futuro modelo DKW F103, o qual jamais existiu. Sabendo da ligação do DKW ao motor de dois cilindros, a VW decidiu ressuscitar a marca Audi, lançando o DKW F103 sob a marca Audi. Nasce o modelo simplesmente chamado de Audi. Dando continuidade, vieram outros modelos na sequência: Audi 60, Audi 75 e Audi 80, vendidos até 1972.
Em 1969, a Audi Auto Union AG compra a famosa empresa NSU, tornando-se a Audi Auto Union NSU AG. Com o modelo da NSU K70, a VW lançou seu primeiro modelo com motor refrigerado a água: o Volkswagen K70. Como o modelo da NSU se tornou maior sucesso comercial do que o irmão da VW, esta decide substituí-lo por um modelo oriundo da nova gama de motores da Audi, que deu origem ao modelo Audi 100, o primeiro sucesso mundial da Audi. Nasce, também, o primeiro sucesso mundial com motor refrigerado a água da VW: o VW Passat, que também recebia o famoso motor AP, de origem Audi.
Desde então, a Audi se tornaria uma empresa focada nos carros de luxo, para não haver concorrência com os modelos VW. E a história de sucesso continuaria, assim como tão bem a conhecemos hoje em dia.

## Audi no Brasil
A Audi chegou ao Brasil no final de 1993 através do tricampeão mundial de Fórmula 1 Ayrton Senna. As importações tiveram início em 1994, após um evento de apresentação ao público brasileiro no hangar da extinta Varig no Aeroporto de Congonhas, em São Paulo. Atualmente, fabrica o modelo Audi Q3 em São José dos Pinhais, Paraná.

## Imagens
- Audi Quattro 20V
- Audi 100 C3 (1988–1991)
- Audi A3 SportBack 2017
- Audi A4 Sport TDi Quattro 2018
- Audi A5 S Line TDi Coupé 2018
- Audi A6 50 TDi Quattro 2018
- Audi TT Roadster 45 TFSI Quattro 2018
- Audi R8 2019
- Audi Q7 S Line Quattro 2017
- Audi e-tron durante o Paris Motor Show 2018
- Audi A8 50 TDi Quattro 2018
- Audi Quattro A2 no Rally de Portugal de 1984 (Röhrl; Geistdörfer)
- Audi Quattro S1 conduzido no Rallye Deutschland 2007
- Audi R10 TDI pilotado por Frank Biela nas 24 Horas de Le Mans de 2006